# Звенячий
Звенячий — поселок в Коношском районе Архангельской области. Входит в состав Подюжского сельского поселения.

## География
Находится в юго-западной части Архангельской области на расстоянии приблизительно 10 км на север-северо-запад по прямой от административного центра поселения поселка Подюга на левом берегу реки Подюга.

## История
Поселок был основан в 1951 году. Здесь действовал лесопункт Пастухово, на противоположном берегу Подюги работала узкоколейная железная дорога. Заготовленный лесопунктом лес сплавлялся по реке в посёлок Подюга. Ныне массовые лесозаготовки прекращены.

## Население
Численность населения: 25 человек (русские 80 %) в 2002 году, 17 в 2010.